# استان ماموره
استان ماموره (به اسپانیایی: Provincia de Mamoré) یکی از استان‌های بولیوی در بولیوی است که در استان بنی واقع شده‌است. استان ماموره ۱۸٬۷۰۶ کیلومتر مربع مساحت و ۱۳٬۶۹۵ نفر جمعیت دارد.